# Okres Havlíčkův Brod

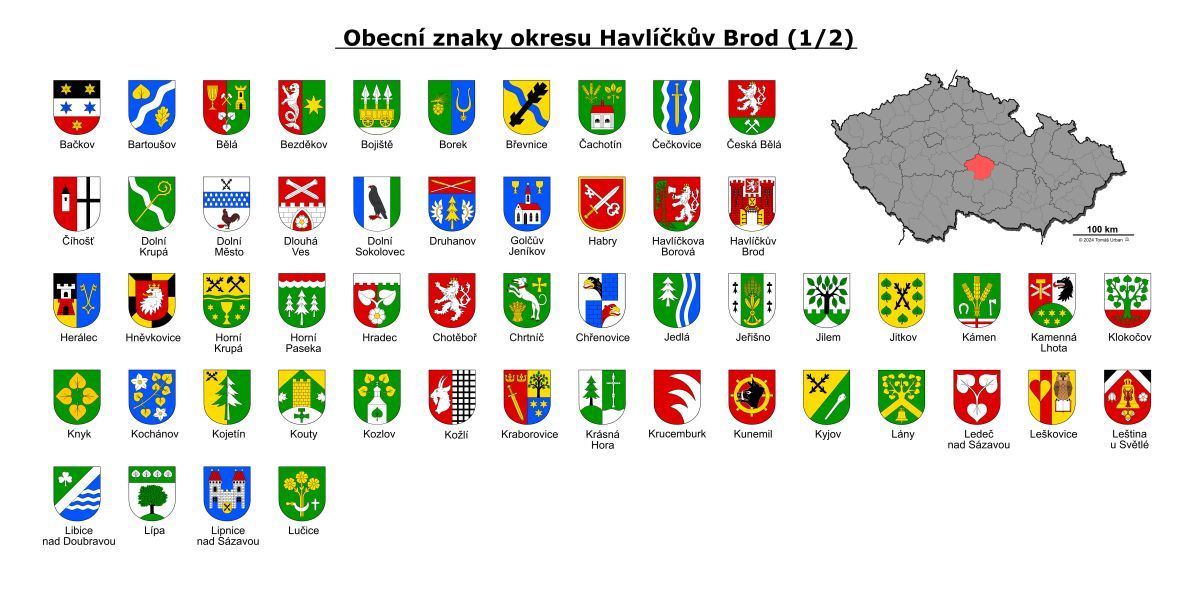
Přehled obecních znaků okresu Havlíčkův Brod (1. část)

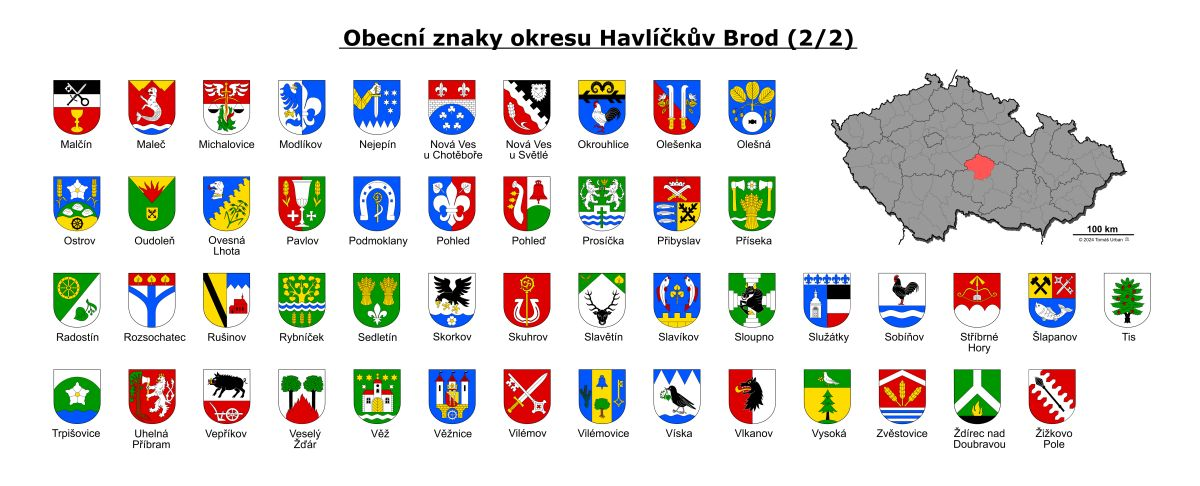
Přehled obecních znaků okresu Havlíčkův Brod (2. část)

Okres Havlíčkův Brod je okres v Kraji Vysočina. Jeho dřívějším sídlem bylo město Havlíčkův Brod.
Okres je vymezen správními obvody obcí s rozšířenou působností Havlíčkův Brod, Chotěboř a Světlá nad Sázavou.
V rámci kraje sousedí na jihovýchodě s okresem Žďár nad Sázavou, na jihu s okresem Jihlava a na jihozápadě s okresem Pelhřimov. Dále pak sousedí na západě a na severozápadě s okresy Benešov a Kutná Hora Středočeského kraje a na severovýchodě s okresem Chrudim Pardubického kraje.

## Struktura povrchu
K 31. prosinci 2003 měl okres celkovou plochu 1 264,93 km², z toho:
- 63,10 % zemědělských pozemků, které z 74,99 % tvoří orná půda (47,31 % rozlohy okresu)
- 36,90 % ostatní pozemky, z toho 77,01 % lesy (28,42 % rozlohy okresu)

## Demografické údaje
Data k 30. červnu 2005:
| Popis          | Celkem | Ženy           | Muži           |
| -------------- | ------ | -------------- | -------------- |
| počet obyvatel | 94 925 | 47 974 50,44 % | 46 978 49,56 % |
| průměrný věk   | 39,7   | 41,1           | 38,2           |

- hustota zalidnění: 75 ob./km²
- 61,23 % obyvatel žije ve městech

### Zaměstnanost
(2003)
| Počet obyvatel se stálým zaměstnáním | 24 528    |
| Průměrný plat                        | 14 000 Kč |
| Nezaměstnaných                       | 3 538     |
| Míra nezaměstnanosti                 | 7,73 %    |

### Školství
(2003)
| Druh školy                     | Počet škol |
| ------------------------------ | ---------- |
| Mateřské školy                 | 46         |
| Základní školy                 | 48         |
| Gymnázia                       | 4          |
| Střední školy průmyslové školy | 9          |
| Střední odborná učiliště       | 6          |
| Vyšší odborné školy            | 3          |

### Zdravotnictví
(2003)
| Lékaři                          | 331 |
| Nemocnice                       | 1   |
| Specializovaná léčebná zařízení | 3   |
| Zubní lékaři                    | 46  |
| Lékárny                         | 16  |

### Zdroj
- Český statistický úřad

## Silniční doprava
Okresem prochází dálnice D1 a silnice I. třídy I/19, I/34, I/37 a I/38.
Silnice II. třídy II/130, II/131, II/150, II/338, II/339, II/340, II/344, II/345, II/346, II/347, II/348, II/350 a II/351.

## Železniční doprava
Okresem prochází železniční tratě : Brno – Havlíčkův Brod, Havlíčkův Brod – Veselí nad Lužnicí, Havlíčkův Brod – Žďár nad Sázavou, Kolín – Havlíčkův BrodPardubice – Havlíčkův Brod, Čerčany – Světlá nad Sázavou, Havlíčkův Brod – Humpolec. 

## Seznam obcí a jejich částí
Části obcí jsou uvedeny malince.

### Města
- Golčův Jeníkov (Kobylí Hlava • Nasavrky • Římovice • Sirákovice • Stupárovice • Vrtěšice)
- Habry (Frýdnava • Lubno • Zboží)
- Havlíčkův Brod (Březinka • Havlíčkův Brod • Herlify • Jilemník • Klanečná • Květnov • Mírovka • Poděbaby • Suchá • Svatý Kříž • Šmolovy • Termesivy • Veselice • Zbožice)
- Chotěboř (Bílek • Dobkov • Klouzovy • Počátky • Příjemky • Rankov • Střížov • Svinný)
- Ledeč nad Sázavou (Habrek • Horní Ledeč • Ledeč nad Sázavou • Obrvaň • Souboř)
- Lipnice nad Sázavou (Vilémovec)
- Přibyslav (Česká Jablonná • Dobrá • Dolní Jablonná • Hřiště • Poříčí • Přibyslav • Ronov nad Sázavou • Utín)
- Světlá nad Sázavou (Benetice • Dolní Březinka • Dolní Dlužiny • Horní Březinka • Horní Dlužiny • Josefodol • Kochánov • Leštinka • Lipnička • Mrzkovice • Opatovice • Radostovice • Světlá nad Sázavou • Závidkovice • Žebrákov)
- Ždírec nad Doubravou (Benátky • Horní Studenec • Kohoutov • Nové Ransko • Nový Studenec • Stružinec • Údavy • Ždírec nad Doubravou)

### Městyse
- Česká Bělá (Cibotín)
- Havlíčkova Borová (Peršíkov • Železné Horky) •
- Krucemburk (Hluboká • Staré Ransko) •
- Libice nad Doubravou (Barovice • Chloumek • Kladruby • Křemenice • Lhůta • Libice nad Doubravou • Libická Lhotka • Malochyně • Nehodovka • Spálava)
- Štoky (Petrovice • Pozovice • Smilov • Studénka)
- Uhelná Příbram (Jarošov • Petrovice u Uhelné Příbramě • Přísečno • Pukšice) •
- Úsobí (Chyška • Kosovy)
- Vilémov (Dálčice • Hostovlice • Jakubovice • Klášter • Košťany • Spytice • Vilémov • Zhoř • Ždánice)

### Obce
Bačkov •
Bartoušov •
Bělá (Tasice) •
Bezděkov (Hařilova Lhotka • Štěpánov) •
Bojiště (Mstislavice • Veliká) •
Boňkov •
Borek (Ostružno) •
Břevnice •
Čachotín •
Čečkovice •
Číhošť (Hlohov • Hroznětín • Tunochody • Zdeslavice) •
Dlouhá Ves •
Dolní Krupá (Chrast) •
Dolní Město (Dobrá Voda Lipnická • Dolní Město • Loukov • Meziklasí • Rejčkov • Smrčensko)  •
Dolní Sokolovec (Horní Sokolovec) •
Druhanov •
Herálec (Dubí • Herálec • Kamenice • Koječín • Mikulášov • Pavlov u Herálce • Zdislavice)  •
Heřmanice (Bučovice) •
Hněvkovice (Budeč • Habrovčice • Hněvkovice • Chotěměřice • Nová Ves u Dolních Kralovic • Štičí • Velká Paseka • Zahájí)  •
Horní Krupá (Lysá • Údolí • Zálesí) •
Horní Paseka •
Hradec (Hamry) •
Hurtova Lhota •
Chrtníč •
Chřenovice •
Jedlá (Dobrá Voda) •
Jeřišno (Heřmaň • Chuchel • Podhořice • Vestecká Lhotka) •
Jilem •
Jitkov •
Kámen (Jiříkov • Proseč) •
Kamenná Lhota (Dolní Paseka) •
Klokočov (Klokočovská Lhotka) •
Knyk (Rozňák) •
Kochánov •
Kojetín •
Kouty •
Kozlov (Leština • Olešná • Sychrov • Vrbka) •
Kožlí (Bohumilice • Sechov) •
Kraborovice (Úhrov) •
Krásná Hora (Bezděkov • Bratroňov • Broumova Lhota • Čekánov • Hlavňov • Kojkovičky • Krásná Hora • Vítonín • Volichov)  •
Krátká Ves •
Kunemil •
Květinov (Kvasetice • Radňov) •
Kyjov (Dvorce) •
Kynice •
Lány •
Leškovice •
Leština u Světlé (Dobrnice • Štěpánov • Vrbice) •
Lípa (Dobrohostov • Chválkov • Petrkov) •
Lučice •
Malčín (Dobrá Voda) •
Maleč (Blatnice • Dolní Lhotka • Horní Lhotka • Hranice • Jeníkovec • Maleč • Předboř)  •
Michalovice •
Modlíkov •
Nejepín •
Nová Ves u Chotěboře (Nový Dvůr) •
Nová Ves u Leštiny •
Nová Ves u Světlé •
Okrouhlice (Babice • Chlístov • Olešnice • Vadín) •
Okrouhlička (Skřivánek) •
Olešenka •
Olešná •
Ostrov •
Oudoleň •
Ovesná Lhota •
Pavlov •
Podmoklany (Branišov • Hudeč) •
Podmoky •
Pohled (Simtany) •
Pohleď •
Prosíčka (Dolní Prosíčka • Horní Prosíčka • Nezdín) •
Příseka •
Radostín •
Rozsochatec (Jahodov) •
Rušinov (Hostětínky • Modletín • Vratkov) •
Rybníček •
Sázavka •
Sedletín (Veselá) •
Skorkov •
Skryje (Hostačov • Chrastice) •
Skuhrov •
Slavětín •
Slavíkov (Dlouhý • Dolní Vestec • Horní Vestec • Kocourov • Rovný • Slavíkov • Štikov • Zálesí)  •
Slavníč •
Sloupno •
Služátky •
Sobíňov •
Stříbrné Hory •
Šlapanov (Kněžská • Šachotín) •
Tis (Kněž) •
Trpišovice (Bilantova Lhota • Dobrovítova Lhota • Koňkovice • Remuta • Smrčná) •
Úhořilka •
Vepříkov (Miřátky) •
Veselý Žďár •
Věž (Jedouchov • Leština • Mozerov • Skála) •
Věžnice •
Vilémovice •
Víska •
Vlkanov •
Vysoká •
Zvěstovice •
Ždírec •
Žižkovo Pole (Macourov)

## Řeky
- Sázava
- Doubrava
- Želivka
- Brslenka
- Hostačovka
- Sázavka
- Šlapanka